# Dodgeball Academia
Dodgeball Academia é um jogo eletrônico desenvolvido por Ivan Freire e Pocket Trap e publicado pela Humble Games. Foi lançado em agosto de 2021 no PlayStation 4, Xbox One, Xbox Series X/S, Nintendo Switch e Microsoft Windows. O jogo também foi lançado no serviço Xbox Game Pass no lançamento. É ambientado no campus de uma escola de queimada, onde o protagonista é Otto, um dos alunos. A jogabilidade é inspirada nas séries Mario Tennis e Mario Golf,  misturando partidas esportivas com mecânicas de RPG e narrativa. Ele também possui um modo competitivo local.

## Desenvolvimento
Durante a proposta de desenvolvimento do jogo, os desenvolvedores inscreveram o projeto num edital do SPCine.

## Recepção
Dodgeball Academia recebeu críticas "geralmente favoráveis" de acordo com o agregador de críticas Metacritic.
Robert Ramsey, da Push Square, deu ao jogo 8/10 estrelas, elogiando a história, os personagens e o sistema de batalha, descrevendo o último como "único e recompensador". No entanto, Ramsey sentiu que o jogo tinha alguns picos de dificuldade.
Dodgeball Academia ganhou o prêmio de Melhor Gameplay na BIG Festival de 2022.